# Petalichthys
Petalichthys is een monotypisch geslacht van straalvinnige vissen uit de familie van gepen (Belonidae). Het geslacht is voor het eerst wetenschappelijk beschreven in 1904 door Regan.

## Soort
- Petalichthys capensis Regan, 1904